# Bliskie spotkania z wesołym diabłem
Bliskie spotkania z wesołym diabłem – film przygodowy dla dzieci z 1988 roku w reżyserii Jerzego Łukaszewicza.

## Fabuła
Dziesięciolatek Zenobi Bi i jego ojciec Makary Mak mieszkają sami w dużym domu. Chłopiec porusza się na wózku inwalidzkim. W okolicy pojawił się tajemniczy kosmaty stwór, na którego lokalna społeczność urządza obławę. Gdy chłopcu grozi niebezpieczeństwo, przybysz ratuje go z tarapatów.

## Obsada
- Rafał Synówka – Zenobi Bi
- Jacek Chmielnik – Makary Mak
- Franciszek Ćwirko – Piszczałka
- Ryszarda Hanin – turystka
- Irena Laskowska – nauczycielka
- Leon Niemczyk – turysta
- Grzegorz Heromiński – Rybarczyk
- Krzysztof Litwin – dziennikarz
- Paweł Unrug – szef nagonki
- Ania Kwiatkowska – uczennica
- Agnieszka Kwiatkowska – uczennica
- Wanda Pilichowska – telefonistka
- Tadeusz Teodorczyk – naganiacz
- Jerzy Rojek – naganiacz

## Nagrody
- 11 Festiwal Filmów dla Dzieci i Młodzieży, Poznań – Nagroda Specjalna – Jerzy Łukaszewicz
- 11 Festiwal Filmów dla Dzieci i Młodzieży, Poznań – Poznańskie Koziołki dla najlepszego odtwórcy roli dziecięcej – Rafał Synówka
- 11 Festiwal Filmów dla Dzieci i Młodzieży, Poznań – Nagroda Jury Dziecięcego "Marcinek" – Jerzy Łukaszewicz